# Chile en los Juegos Panamericanos
Chile es uno de los doce países que ha participado continuamente en los Juegos Panamericanos desde la primera edición en 1951, en los cuales está representado por el Comité Olímpico de Chile.
Aunque la Organización Deportiva Panamericana le asignó a Chile albergarlos en dos ocasiones —1975 y 1987—, renunció por sus graves crisis económicas de 1973 y 1982. En 2017, le otorgó a la ciudad de Santiago los de 2023.
Ha obtenido 69 oros, 141 platas y 205 bronces, con un total de 415 medallas —el 2 % de las 15 660 repartidas— en la historia del certamen. El deporte con más oros y preseas es el atletismo con 16 y 51, respectivamente.
Chile se ubica actualmente en el noveno puesto en el medallero histórico. Su mejor desempeño lo tuvo en 1951 en Buenos Aires (Argentina) en donde terminó cuarto en el medallero, ganó ocho medallas de oro —el 6 % de las 145 entregadas— con un total de 39 —el 9 % de las 425 otorgadas— y el cuarto puesto. Su mayor cosecha de oros ha sido en 2019 en Lima (Perú), donde consiguió 13 metales dorados, y la octava ubicación, mientras que su mayor cosecha total de medallas ocurrió en la edición de 2023, con un total de 79 medallas y obteniendo nuevamente el octavo puesto en el medallero.

## Medallero histórico
Chile es uno de los nueve países que ha ganado medallas en todos los Juegos Panamericanos. Ha finalizado entre los diez primeros lugares en once ediciones y sus mejores puestos han estado en los años 1950 debido a la prioridad deportiva dada por los gobiernos radicales (1938-1952).
| Año   | Edición | Sede             | Países participantes | Países con medallas | Deportistas chilenos | Puesto | Oro | Plata | Bronce | Total |
| ----- | ------- | ---------------- | -------------------- | ------------------- | -------------------- | ------ | --- | ----- | ------ | ----- |
| 1951  | I       | Buenos Aires     | 21                   | 15                  | 192                  | 4.º    | 8   | 19    | 12     | 39    |
| 1955  | II      | Ciudad de México | 22                   | 17                  | 68                   | 4.º    | 4   | 8     | 13     | 25    |
| 1959  | III     | Chicago          | 25                   | 18                  | 99                   | 6.º    | 5   | 2     | 6      | 13    |
| 1963  | IV      | São Paulo        | 22                   | 18                  | 130                  | 9.º    | 2   | 1     | 6      | 9     |
| 1967  | V       | Winnipeg         | 29                   | 19                  | 47                   | 11.º   | 1   | 1     | 3      | 5     |
| 1971  | VI      | Cali             | 32                   | 20                  | 103                  | 16.º   | 0   | 3     | 4      | 7     |
| 1975  | VII     | Ciudad de México | 33                   | 20                  | 64                   | 18.º   | 0   | 0     | 2      | 2     |
| 1979  | VIII    | San Juan         | 34                   | 21                  | 82                   | 8.º    | 1   | 4     | 6      | 11    |
| 1983  | IX      | Caracas          | 36                   | 21                  | 96                   | 10.º   | 1   | 3     | 9      | 13    |
| 1987  | X       | Indianápolis     | 38                   | 27                  | 108                  | 13.º   | 1   | 2     | 4      | 7     |
| 1991  | XI      | La Habana        | 39                   | 26                  | 150                  | 10.º   | 2   | 1     | 7      | 10    |
| 1995  | XII     | Mar del Plata    | 42                   | 31                  | 178                  | 9.º    | 2   | 6     | 11     | 19    |
| 1999  | XIII    | Winnipeg         | 42                   | 27                  | 223                  | 12.º   | 1   | 4     | 7      | 12    |
| 2003  | XIV     | Santo Domingo    | 42                   | 31                  | 201                  | 13.º   | 2   | 10    | 10     | 22    |
| 2007  | XV      | Río de Janeiro   | 42                   | 32                  | 230                  | 10.º   | 6   | 5     | 9      | 20    |
| 2011  | XVI     | Guadalajara      | 42                   | 29                  | 306                  | 13.º   | 3   | 16    | 24     | 43    |
| 2015  | XVII    | Toronto          | 41                   | 31                  | 306                  | 11.º   | 5   | 6     | 18     | 29    |
| 2019  | XVIII   | Lima             | 41                   | 31                  | 317                  | 8.º    | 13  | 19    | 18     | 50    |
| 2023  | XIX     | Santiago         | 41                   | 34                  | 664                  | 8.º    | 12  | 31    | 36     | 79    |
| Total | Total   | Total            | 42                   | 33                  | 3564                 | 9.º    | 69  | 141   | 205    | 415   |

## Medallas

### Medallas por deporte
La siguiente tabla muestra las medallas obtenidas por deporte, ordenadas por preseas de oro, plata y bronce.
| Deporte             |    |     |     |     |
| ------------------- | -- | --- | --- | --- |
| Atletismo           | 16 | 14  | 21  | 51  |
| Remo                | 10 | 12  | 14  | 36  |
| Equitación          | 7  | 6   | 13  | 26  |
| Ciclismo            | 6  | 14  | 16  | 36  |
| Patinaje            | 5  | 10  | 12  | 27  |
| Karate              | 5  | 5   | 10  | 20  |
| Tenis               | 3  | 13  | 7   | 23  |
| Tiro                | 3  | 7   | 9   | 19  |
| Vela                | 3  | 5   | 9   | 17  |
| Boxeo               | 2  | 9   | 9   | 20  |
| Esquí acuático      | 2  | 6   | 11  | 19  |
| Halterofilia        | 2  | 4   | 4   | 10  |
| Judo                | 1  | 3   | 3   | 7   |
| Gimnasia            | 1  | 3   | 2   | 6   |
| Natación            | 1  | 3   | 2   | 6   |
| Triatlón            | 1  | 1   | 0   | 2   |
| Voleibol de playa   | 1  | 0   | 1   | 2   |
| Esgrima             | 0  | 6   | 5   | 11  |
| Canotaje            | 0  | 5   | 1   | 6   |
| Fútbol              | 0  | 3   | 2   | 5   |
| Baloncesto          | 0  | 2   | 3   | 5   |
| Tiro con arco       | 0  | 2   | 1   | 3   |
| Tenis de mesa       | 0  | 1   | 12  | 13  |
| Taekwondo           | 0  | 1   | 7   | 8   |
| Hockey sobre césped | 0  | 1   | 6   | 7   |
| Lucha               | 0  | 1   | 5   | 6   |
| Balonmano           | 0  | 1   | 3   | 4   |
| Pentatlón moderno   | 0  | 1   | 2   | 3   |
| Rugby 7             | 0  | 1   | 0   | 1   |
| Surf                | 0  | 1   | 0   | 1   |
| Pelota vasca        | 0  | 0   | 6   | 6   |
| Raquetbol           | 0  | 0   | 3   | 3   |
| Golf                | 0  | 0   | 2   | 2   |
| Squash              | 0  | 0   | 2   | 2   |
| Breaking            | 0  | 0   | 1   | 1   |
| Fisicoculturismo    | 0  | 0   | 1   | 1   |
| 36 deportes         | 69 | 141 | 205 | 415 |

### Medallas por género
De las 415 medallas ganadas por Chile, las mujeres han logrado 123 medallas —19 de oro, 43 de plata y 61 de bronce—. Los hombres han logrado 284 medallas —49 de oro, 95 de plata y 140 de bronce—. En los eventos mixtos, se han logrado 8 medallas —1 de oro, 3 de plata y 4 de bronce—.

### Deportistas con más medallas
| N.º | Deportista           | Deporte       | Oro | Plata | Bronce |   |
| --- | -------------------- | ------------- | --- | ----- | ------ | - |
| 1   | Melita Abraham       | Remo          | 3   | 3     | 1      | 7 |
| 1   | Antonia Abraham      | Remo          | 3   | 3     | 1      | 7 |
| 1   | Felipe Miranda       | Esquí náutico | 1   | 2     | 4      | 7 |
| 4   | Alberto González     | Vela          | 3   | 2     | 1      | 6 |
| 4   | Kristel Kobrich      | Natación      | 1   | 3     | 2      | 6 |
| 4   | Tomás González       | Gimnasia      | 1   | 3     | 2      | 6 |
| 7   | José Larraín         | Equitación    | 3   | 0     | 2      | 5 |
| 7   | Ignacio Abraham      | Remo          | 2   | 2     | 1      | 5 |
| 7   | Soraya Jadue         | Remo          | 2   | 0     | 3      | 5 |
| 7   | Gustavo Rojas        | Tiro          | 1   | 3     | 1      | 5 |
| 7   | Óscar Vásquez        | Remo          | 1   | 3     | 1      | 5 |
| 7   | Vicente Herrera      | Tiro          | 1   | 2     | 2      | 5 |
| 7   | Marcela Cacéres      | Patinaje      | 1   | 2     | 2      | 5 |
| 7   | Rodrigo Miranda      | Esquí náutico | 0   | 3     | 2      | 5 |
| 7   | Marco Arriagada      | Ciclismo      | 2   | 2     | 0      | 4 |
| 7   | Eliana Gaete         | Atletismo     | 2   | 1     | 1      | 4 |
| 7   | Gert Weil            | Atletismo     | 2   | 1     | 1      | 4 |
| 7   | Luis Sepulveda       | Ciclismo      | 2   | 1     | 1      | 4 |
| 7   | Antonio Cabrera      | Ciclismo      | 2   | 1     | 1      | 4 |
| 7   | Emanuelle Silva      | Patinaje      | 2   | 1     | 1      | 4 |
| 7   | Isidora Niemeyer     | Remo          | 2   | 1     | 1      | 4 |
| 7   | Héctor Clavel        | Equitación    | 2   | 1     | 1      | 4 |
| 7   | Felipe Leal          | Remo          | 2   | 0     | 2      | 4 |
| 7   | Francisca Crovetto   | Tiro          | 1   | 2     | 1      | 4 |
| 7   | Alfredo Abraham      | Remo          | 1   | 2     | 1      | 4 |
| 7   | Victoria Hostetter   | Remo          | 1   | 2     | 1      | 4 |
| 7   | Alfredo Urrutia      | Tiro          | 1   | 1     | 2      | 4 |
| 7   | Pedro Jara           | Tiro          | 1   | 1     | 2      | 4 |
| 7   | María José Mailliard | Canotaje      | 0   | 4     | 0      | 4 |
| 7   | Francisco Lapostol   | Remo          | 0   | 3     | 1      | 4 |
| 7   | Paula Cabezas        | Tenis         | 0   | 2     | 2      | 4 |
| 7   | Rodrigo Salinas      | Balonmano     | 0   | 1     | 3      | 4 |
| 7   | Esteban Salinas      | Balonmano     | 0   | 1     | 3      | 4 |
| 7   | Paris Inostroza      | Esgrima       | 0   | 1     | 3      | 4 |

### Deportistas con más de una medalla de oro
| N.º | Deportista          | Deporte    | Oro | Plata | Bronce |   |
| --- | ------------------- | ---------- | --- | ----- | ------ | - |
| 1   | Melita Abraham      | Remo       | 3   | 3     | 1      | 7 |
| 1   | Antonia Abraham     | Remo       | 3   | 3     | 1      | 7 |
| 1   | Alberto González    | Vela       | 3   | 2     | 1      | 6 |
| 1   | José Larraín        | Equitación | 3   | 0     | 2      | 5 |
| 1   | Enzo Cesareo        | Ciclismo   | 3   | 0     | 0      | 3 |
| 1   | Cristían Herman     | Vela       | 3   | 0     | 0      | 3 |
| 7   | Ignacio Abraham     | Remo       | 2   | 2     | 1      | 5 |
| 7   | Marco Arriagada     | Ciclismo   | 2   | 2     | 0      | 4 |
| 7   | Eliana Gaete        | Atletismo  | 2   | 1     | 1      | 4 |
| 7   | Gert Weil           | Atletismo  | 2   | 1     | 1      | 4 |
| 7   | Luis Sepúlveda      | Ciclismo   | 2   | 1     | 1      | 4 |
| 7   | Antonia Cabrera     | Ciclismo   | 2   | 1     | 1      | 4 |
| 7   | Emanuelle Silva     | Patinaje   | 2   | 1     | 1      | 4 |
| 7   | Isidora Niemeyer    | Remo       | 2   | 1     | 1      | 4 |
| 7   | Héctor Clavel       | Equitación | 2   | 1     | 1      | 4 |
| 7   | Soraya Jadue        | Remo       | 2   | 0     | 3      | 5 |
| 7   | Felipe Leal         | Remo       | 2   | 0     | 2      | 4 |
| 7   | César Mendoza       | Equitación | 2   | 0     | 1      | 3 |
| 7   | Alberto Larraguibel | Equitación | 2   | 0     | 0      | 2 |
| 7   | Marlene Ahrens      | Atletismo  | 2   | 0     | 0      | 2 |
| 7   | Nicolás Jarry       | Tenis      | 2   | 0     | 0      | 2 |

## Medallero
De los 47 deportes que se han disputado a lo largo de la historia de los Juegos Panamericanos, los deportistas chilenos han obtenido medallas en 36 deportes —en 17 de ellos han obtenido medallas de oro—. Por otro lado, no han logrado subir al podio en los siguientes 11 deportes: bádminton, béisbol, bowling, futsal, nado sincronizado, polo, saltos ornamentales, sambo, sóftbol, voleibol y waterpolo.
Chile ha enviado deportistas que compitieron en atletismo y esgrima en todas las ediciones de los juegos. En ciclismo y tiro deportivo, solo una vez no compitieron deportistas chilenos. En cuanto a los deportes colectivos, el deporte con más presencias es el hockey sobre césped, que ha estado presente en trece ediciones, le siguen el fútbol y el balonmano con siete y cinco participaciones, respectivamente.
La siguiente tabla muestra las medallas obtenidas por deportistas chilenos.
| Disciplina          |    |     |     | Total | Detalle |
| ------------------- | -- | --- | --- | ----- | --- |
| Buenos Aires 1951   | 8  | 19  | 12  | 39    | Atletismo, salto largo; Beatriz Kretschmer Atletismo, 80 m vallas; Eliana Gaete Atletismo, decatlón; Hernán Figueroa Ciclismo, 40 vueltas persecución australiana; Ezequiel Ramírez Equitación, adiestramiento individual; José Larraín Equitación, adiestramiento por equipo; José Larraín, Héctor Clavel y Ernesto Silva Equitación, salto individual; Alberto Larraguibel Equitación, equipo salto; Alberto Larraguibel, Joaquín Larraín, Ricardo Echeverría y César Mendoza Atletismo, 1500 m; Guillermo Solá Atletismo, 80 m vallas; Marión Huber Atletismo, salto de altura; Lucy López Atletismo, salto largo; Lisa Peters Atletismo, relevo 4 × 400 m masculino; Jaime Itlmann, Reinaldo Martín, Gustavo Ehlers y Jörn Gevert Atletismo, relevo 4 × 100 m femenina; Adriana Millard, Eliana Gaete, Hildegard Kreft y Beatriz Kretschmer Boxeo, −51 kg; Germán Pardo Boxeo, −57 kg; Augusto Carcamo Boxeo, −60 kg; Fernando Araneda Boxeo, +81 kg; Victor Bignon Ciclismo, contrarreloj individual; Héctor Rojas Ciclismo, equipo persecución; Jaime Acevedo, Gabriel Miqueles, Germano Robino y Alfonso Moreno Ciclismo, 1000 m contrarreloj en pista; Hernán Massanés Equitación, adiestramiento individual; Héctor Clavel Equitación, equipo concurso completo; Hernán Vigil, Guillermo Squella, Rolando Mosqueira y Mario Luemberg Remo, cuatro por equipo (Remo largo con timonel); Héctor Barría, Aldo Solís, Juan Rozas, Purísimo Guerrero y Mario Matamala Remo, ocho por equipos (remo largo con timonel); Vicente Rojas, Alejandro Cavallone, Juan Castellato, Germán Arenas, Jorge Remis, Enrique Poehlman, Maximiliano Rudolph, Carlos Boegeholz y Fernando Mathei Tenis, dobles masculino; Carlos Sanhueza y Luis Ayala Tiro deportivo, carabina calibre 26, 50 m por equipo, 3 posiciones; Vicente Herrera, Juan Bizama, Gustavo Rojas, Miguel Niño y Julio Arriagada Atletismo, 5000 m; Gustavo Rojas Atletismo, 200 m; Adriana Millard Atletismo, Lanzamiento martillo; Arturo Melcher Boxeo, −54 kg; Juan Rodríguez Boxeo, −75 kg; Manuel Vargas Ciclismo, 1000 m sprint; Mario Massanés, Equitación, salto individual (Premio Naciones); Ricardo Echeverría Equitación, concurso completo individual (Premio "Los tres días"); Hernán Vigil Fútbol, equipo masculino. Tiro, fusil de guerra, posición pie; Vicente Herrera, Alfredo Urrutia, Pedro Jara y Juan Bizama Tiro, fusil de guerra, 3 posiciones; Gustavo Rojas, Vicente Herrera, Pedro Jara, Alfredo Urrutia y Juan Bizama Vela, clase star; Adolfo Hurtado y Kurt Angelbeck |
| México D.F. 1955    | 4  | 8   | 13  | 25    | Atletismo, 3000 m con obstáculos; Guillermo Sola Atletismo, 80 m vallas; Eliana Gaete Equitación, adiestramiento individual; Héctor Clavel Tiro, fusil 300 m por equipo; Alfredo Cabello, Gustavo Rojas, Alfredo Urrutia, Vicente Herrera y Pedro Jara Atletismo, 3000 m con obstáculos; Santiago Novas Básquetbol, equipo femenino Boxeo, 51 kg; Manuel Vega Boxeo, 57 kg; Claudio Barrientos Boxeo, 75 kg; Miguel Salfate Tiro, carabina libre 22 a 50-100 m, equipo; Vicente Herrera, Gustavo Rojas, Pedro Jara y Alfredo Urrutia Tiro, fusil individual 300 m; Alfredo Cabello Tiro, carabina 50 m;Gustavo Rojas Atletismo, 800 m planos; Ramón Sandoval Atletismo, 5000 m planos; Jaime Correa Atletismo, 10 000 m planos; Jaime Correa Atletismo, lanzamiento disco; Hernán Haddad Atletismo, declatón; Hernán Figueroa Atletismo, relevo 4 × 100 femenina; Beatriz Krestchmer, Carmen Venegas, Eliana Gaete y Elda Selamé Boxeo, 54 kg; Roberto Lobos Equitación, adiestramiento individual; José Larraín Equitación, copa Naciones; Mario Luemberg, Leopoldo Cover, Guillermo Aranda y Óscar Cristi Pentatlón, equipo: Luis Gallo, Gerardo Cortés, Hernán Fuentes y Luis Carmona Remo, 2 remos largos con timonel; Mario Guzmán, Arno Müller y Carlos Muñoz Remo, 4 remos largos con timonel; Mario Guzmán, Arno Müller, Jorge Zbinden, Jorge Gómez y Carlos Muñoz Tenis, individual masculino; Luis Ayala |
| Chicago 1959        | 5  | 2   | 6   | 13    | Atletismo, lanzamiento jabalina; Marlene Ahrens Boxeo, categoría 67 kg; Alfredo Cornejo Equitación, adiestramiento por equipo; José Mela, César Mendoza y José Larraín Tenis, individual masculino; Luis Ayala Tiro, skeet; Gilberto Navarro Atletismo, salto de altura; Renata Friedericks Equitación, adiestramiento individual; José Mela Básquetbol, equipo femenino Boxeo, categoría 57 kg; Mario Gárate Boxeo, categoría 81 kg; Carlos Lucas Equitación, adiestramiento individual; César Mendoza Equitación, salto por equipo; Gastón Zúñiga, José Larraín y Américo Simonetti Remo, 4 remos largos sin timonel; Nelson Casanova, Jorge Contreras, Hugo Escárez y Galvarino Guianatti |
| Sao Paulo 1963      | 2  | 1   | 6   | 9     | Atletismo, lanzamiento jabalina; Marlene Ahrens Boxeo, categoría 67 kg; Misael Vilugrón Esgrima, espada individual; Sergio Vergara Básquetbol, equipo femenino Equitación, Adiestramiento individual; Héctor Clavel Equitación, premio Naciones individual; Américo Simonetti Equitación, salto por equipo; Américo Simonetti, Alejandro Pérez y Gastón Zúñiga Esgrima, sable por equipo; Héctor Bravo, Sergio Riveros, José Benko y Roberto Lowy Fútbol, equipo masculino |
| Winnipeg 1967       | 1  | 1   | 3   | 5     | Equitación, adiestramiento por equipo; Guillermo Squella, Patricio Escudero y Mario Díaz Equitación, adiestramiento individual; Patricio Escudero Boxeo, categoría 54 kg; Guillermo Velásquez Equitación, adiestramiento individual; Guillermo Squella Tiro, skeet por equipo; Nicolás Atalah, Gilberto Navarro, Armando Gellona y Angel Marentis |
| Cali 1971           | 0  | 3   | 4   | 7     | Boxeo, categoría 46 kg; Héctor Velásquez Equitación, adiestramiento individual; David Piraíno Equitación, adiestramiento por equipo; David Piraíno, Roberto Gómez y Exequiel Fagnilli Atletismo, lanzamiento bala; Rosa Molina Equitación, adiestramiento individual; Roberto Gómez Equitación, salto por equipo; René Varas, Eugenio Lavín y Bárbara Barone Tiro, skeet por equipo; Jorge Uauy, Antonio Yazigi, Jaime Bunster y Sergio Gei Gallart |
| México D.F. 1975    | 0  | 0   | 2   | 2     | Ciclismo, 4000 m persecución individual; Fernando Vera Tenis, individual femenino; Leyla Musalem |
| San Juan 1979       | 1  | 4   | 6   | 11    | Ciclismo, 4000 m persecución por equipo; Richard Tormen, Sergio Aliste, Fernando Vera y Roberto Muñoz Ciclismo, 4000 m persecución individual; Fernando Vera Tenis, individual masculino; Ricardo Acuña Tenis, dobles masculino; Ricardo Acuña y Héctor Pérez Tiro, skeet por equipo; Alfonso de Iruarrizaga, Antonio Yazigi, Jorge Houdel y Miguel Zerené Boxeo, categoría 48 kg; Eduardo Burgos Ciclismo, 1000 m contra reloj; Richard Tormen Judo, categoría 86 kg masculino; Eduardo Novoa Barrientos Halterofilia, 100 kg envión; Jacques Oliger Halterofilia, 100 kg total; Jacques Oliger Patinaje, hockey sobre patines; Equipo Masculino |
| Caracas 1983        | 1  | 3   | 9   | 13    | Atletismo, 3000 m con obstáculos; Emilio Ulloa Atletismo, lanzamiento bala; Gert Weil Remo, ocho con timonel; Rodolfo Pereira, Giorgio Vallebuona, Zibor Llanos, Marcelo Rojas, Alejandro Rojas, Víctor Contreras, Mario Castro, Carlos Neyra y Rodrigo Abasolo Vela, clase lightning; Alberto González, Luis Herman y Jorge Zuazola Atletismo, 800 m planos femenino; Alejandra Ramos Atletismo, 3000 m planos femenino; Mónica Regonesi Ciclismo, velocidad; José Urquijo Hockey sobre césped, equipo masculino Judo, categoría 66 kg femenino; Vilma Cianelli Tenis de mesa, dobles masculino; Jorge Gambra y Marcos Núñez Tiro, fosa olímpica por equipo; Francisco Posada, Pablo Vergara y Rolando Abuhadba Tiro, skeet individual; Carlos Zarzar Tiro, skeet por equipo; Alfonso de Iruarrizaga, Cristián Lasen y Carlos Zarzar |
| Indianápolis 1987   | 1  | 2   | 4   | 7     | Atletismo, lanzamiento bala; Gert Weil Fútbol, equipo masculino Remo, doble par; Alejandro Rojas Hube y Marcelo Rojas Hube Atletismo, 5000 m planos; Omar Aguilar Equitación, prueba completa por equipo; Heinrich Huber, Víctor Rodríguez, Juan González y Miguel Carmona Halterofilia, categoría 52 kg; Jaime Rodríguez Tenis de mesa, dobles masculino; Jorge Gambra y Marcos Núñez |
| La Habana 1991      | 2  | 1   | 7   | 10    | Atletismo, lanzamiento bala; Gert Weil Patín carrera, 10 000 m; Francisco Fuentes Vela, clase lightning; Alberto González, Germán Schacht y Valentín Menéndez Ciclismo, 4000 m persecución individual; Miguel Droguett Patín carrera, 10 000 metros relevos; Francisco Fuentes, Rodolfo Flores y Luis López Taekwondo, categoría 54 kg; Diego Yáñez Tenis, dobles femenino; Paulina Sepúlveda y Paula Cabezas Tenis, equipo femenino; Paula Cabezas, Paulina Sepúlveda y Macarena Miranda Tenis, equipo masculino; Hans Gildemeister, Marcelo Achondo y Gerardo Vacarezza Tenis de mesa, individual femenino; Jacqueline Díaz |
| Mar del Plata 1995  | 2  | 6   | 11  | 19    | Patín carrera, maratón femenino 21 km; Marcela Cáceres Vela, clase lightning; Alberto González, Germán Schacht y Cristián Herman Boxeo, 75 kg peso mediano; Ricardo Araneda Ciclismo, velocidad; Marcelo Arrué Patín carrera, americana femenino; Marcela Cáceres y Carola Castro Patín carrera, 10 000 m eliminación pista femenino; Marcela Cáceres Tenis, dobles femenino; Paula Cabezas y Bárbara Castro Tenis de mesa, dobles femenino; Sofija Tepes y Jacqueline Díaz Atletismo, 200 m masculino; Sebastián Keitel Atletismo, lanzamiento bala masculino; Gert Weil Esgrima, espada masculino; Paris Inostroza Patín carrera, 5000 m puntos ruta femenino; Marcela Cáceres Patín carrera, 10 000 m Eliminación ruta femenino; Marcela Cáceres Pelota vasca, trinquete pelota de goma; Fernándo García y José Córdoba Taekwondo, categoría 70 kg; Sergio Curdena Tenis, dobles masculino; Sergio Cortés y Gabriel Silberstein Tenis, dobles mixto; Paula Cabezas y Gabriel Silberstein Tenis de mesa, dobles femenino; Berta Rodríguez y Úrsula Macaya Tenis de mesa, dobles masculino; Juan Salamanca y Juan Papic |
| Winnipeg 1999       | 1  | 4   | 7   | 12    | Atletismo, maratón femenino; Érika Olivera Esgrima, espada equipos masculino; Paris Inostroza, Luciano Inostroza, Sergio Penzo y Javier Gutiérrez Halterofilia, 105 kg masculino; Cristián Escalante Tenis, dobles femenino; Bárbara Castro y Paula Cabezas Tiro con arco, individual femenino; Denisse van Lamoen Atletismo, 200 m masculino; Sebastián Keitel Ciclismo, Madison masculino; Richard Rodríguez y Luis Sepúlveda Raquetbol, dobles femenino; Ángela Grisar y Loreto Barriga Remo, scull individual masculino; Javier Godoy Remo, cuatro sin timonel masculino; Miguel Cerda, Christian Yantani, Javier Godoy y Daniel Suárez Klenner Tenis de mesa, individual masculino; Jorge Gambra Tenis de mesa, equipo femenino; Berta Rodríguez, Sofija Tepes y Silvia Morel |
| Santo Domingo 2003  | 2  | 10  | 10  | 22    | Ciclismo, equipo persecución masculino; Luis Sepúlveda, Marco Arriagada, Enzo Cesareo y Antonio Cabrera Remo, cuatro sin timonel masculino; Miguel Cerda, Felipe Leal, Javier Godoy y Christián Yantani Atletismo, lanzamiento de peso masculino; Marco Antonio Verni Atletismo, salto con pértiga; Carolina Torres Canotaje, C2-1000 metros masculino; Jonathan Taffra y Fabian López Ciclismo, persecución individual masculino; Marco Arriagada Ciclismo, carrera por puntos masculino; Marco Arriagada Halterofilia, 105 kg masculino; Cristián Escalante Patinaje, distancia corta masculino; José Guzmán Patinaje, distancias corta femenino; Pamela Verdugo Tenis, dobles masculino; Marcelo Ríos y Adrián García Tenis, individual masculino; Marcelo Ríos Atletismo, maratón femenino; Érika Olivera Ciclismo, carrera en ruta masculino; José Medina Ciclismo, ciclismo de montaña femenino; Francisca Campos Esgrima, espada individual masculino; Paris Inostroza Natación, 800 m femenino; Kristel Köbrich Raquetbol, individual femenino; Ángela Grisar Remo, pares ligeros femenino; Soraya Jadue y María Orellana Tenis de mesa, individual femenino; Berta Rodríguez Vela, J-24 masculino; Alberto González, Pablo Barahona, Marcelo Avaria y Claus Engel Vela, láser radial masculino; Matías del Solar |
| Río de Janeiro 2007 | 6  | 5   | 9   | 20    | Ciclismo, persecución individual masculino; Enzo Cesareo Ciclismo, equipo persecución masculino; Luis Sepúlveda, Gonzalo Miranda, Enzo Cesareo y Marco Arriagada Karate, 80 kg masculino; Diego Bórquez Halterofilia +105 kg masculino; Cristián Escalante Remo, pares ligeros femenino; Soraya Jadue y María Orellana Vela, clase lightning masculino; Alberto González, Cristian Herman y Diego González Esgrima, florete individual masculino; Felipe Alvear Gimnasia, salto individual masculino; Tomás González Patinaje, carrera combinada femenino; Carolina Santibáñez Tenis, individual masculino; Adrián García Tenis, dobles masculino; Adrián García y Jorge Aguilar Esgrima, espada individual masculino; Paris Inostroza Esquí acuático, saltos masculino; Rodrigo Miranda Esquí acuático, eslalon masculino; Felipe Miranda Gimnasia, suelo masculino; Tomás González Hockey sobre césped, masculino; Selección chilena Karate, −75 kg masculino; David Dubó Karate, −75 kg femenino; Jessy Reyes Halterofilia, 56 kg masculino; Jaime Iturra Remo, doble scull ligero masculino; Miguel Cerda y Felipe Leal |
| Guadalajara 2011    | 3  | 16  | 24  | 43    | Atletismo, salto largo masculino; Daniel Pineda Natación, 800 m libres femenino; Kristel Köbrich Vela, clase abierta lightning masculino; Alberto González, Diego González y Cristián Herman Ciclismo, equipo persecución masculino; Antonio Cabrera, Gonzalo Miranda, Pablo Seidedos y Luis Sepúlveda Ciclismo, omnium masculino; Luis Mansilla Esgrima, florete masculino; Felipe Alvear Esquí acuático, overall masculino; Felipe Miranda Esquí acuático, figuras masculino; Rodrigo Miranda Gimnasia, suelo masculino; Tomás González Gimnasia, salto masculino; Tomás González Karate, 50 kg femenino; Gabriela Bruna Halterofilia, 75 kg femenino; María Fernanda Valdés Patinaje, 300 m contrarreloj masculino; Emanuelle Silva Patinaje, 300 m contrarreloj femenino; María José Moya Patinaje artístico, rutina libre femenino; Marisol Villarroel Tenis, dobles mixtos; Andrea Koch y Guillermo Rivera Tiro, skeet femenino; Francisca Crovetto Triatlón, individual femenino; Bárbara Riveros Vela, clase láser; Matías del Solar Balonmano, equipo masculino; Selección de balonmano de Chile Canotaje, C1 1000 metros; Jonathan Taffra Ciclismo, contrarreloj en ruta masculino; Carlos Oyarzún Esquí acuático, overall masculino; Rodrigo Miranda Esquí acuático, saltos masculino; Felipe Miranda Esquí acuático, figuras masculino; Felipe Miranda Gimnasia, concurso completo individual masculino; Tomás González Hockey sobre césped,Torneo masculino; Selección chilena Hockey sobre césped, Torneo femenino; Selección chilena Karate, 55 kg femenino; Jessy Reyes Karate, 68 kg femenino; Claudia Vera Karate, 60 kg masculino; Miguel Soffia Karate, 75 kg masculino; David Dubó Natación, 400 m libres femenino; Kristel Köbrich Patinaje, 1000 m masculino; Jorge Reyes Patinaje, 10 000 m; Jorge Reyes Patinaje, 10 000 m; Catherine Peñan Pentatlón moderno, individual masculino; Esteban Bustos Raquetbol, dobles femenino; Ángela Grisar y Carla Muñoz Remo, cuatro sin timonel masculino; Felipe Leal, Fernando Miralles, Rodrigo Muñoz y Fabián Oyarzún Taekwondo, 57 kg femenino; Yeny Contreras Taekwondo, 68 kg masculino; Mario Guerra Tiro, 10 m rifle en aire; Gonzalo Moncada Vela, J-24 masculino; Matías Seguel, Cristóbal Grez, Marc Jux y Juan Lira |
| Toronto 2015        | 5  | 6   | 18  | 29    | Esquí acuático, concurso completo; Felipe Miranda Patinaje, 200 m contrarreloj; Emanuelle Silva Remo, par masculino; Felipe Leal y Óscar Vásquez Tenis, dobles masculino; Nicolás Jarry y Hans Podlipnik Triatlón, individual femenino; Bárbara Riveros Esquí acuático, saltos masculino; Rodrigo Miranda Halterofilia, 75 kg; María Fernanda Valdés Karate, −50 kg femenino; Gabriela Bruna Lucha libre olímpica, 130 kg estilo Grecorromano masculino; Andrés Ayub Natación, 800 m libres femenino; Kristel Köbrich Remo, dos remos largos; Melita Abraham y Antonia Abraham Atletismo, 5000 m masculino; Víctor Aravena Atletismo, lanzamiento de bala; Natalia Ducó Balonmano, equipo masculino; Selección de balonmano de Chile Boxeo, 91 kg; Miguel Veliz Esquí acuático, saltos femenino; Fernanda Naser Esquí acuático, saltos masculino; Felipe Miranda Golf, individual masculino; Felipe Aguilar Hockey sobre césped, Torneo masculino; Selección chilena Karate, −55 kg femenino; Jessy Reyes Karate, −61 kg femenino; Daniela Lepín Lucha libre olímpica, 59 kg estilo Grecorromano; Cristóbal Torres Patinaje, 200 m contrarreloj; María José Moya Patinaje artístico, rutina libre femenino; Marisol Villarroel Remo, par de remos cortos; Soraya Jadue Remo, cuatro remos peso ligero; Andrés Oyarzún, Luis Saumann, Felipe Cárdenas y Bernardo Guerrero Tiro, skeet; Francisca Crovetto Vela, sunfish; Andrés Ducasse Vela, clase J-24; Matías Seguel, Cristóbal Lira, Marc Jux, Sergio Baeza |
| Lima 2019           | 13 | 19  | 18  | 50    | Atletismo, lanzamiento del martillo; Gabriel Kehr Ciclismo, madison masculino; Felipe Peñaloza y Antonio Cabrera Gimnasia, suelo masculino; Tomás González Halterofilia, 87 kg femenino; María Fernanda Valdés Judo, −100 kg masculino; Thomas Briceño Karate, 60 kg masculino; Joaquín González Patinaje, 300 m contrarreloj femenino; María José Moya Remo, dos remos largos femenino; Melita Abraham y Antonia Abraham Remo, dos remos largos masculino; Ignacio Abraham y Christopher Kalleg Remo, Cuatro remos cortos peso ligero masculino; Felipe Oyarzún, Fabián Oyarzún, Felipe Cárdenas y Roberto Liweald Remo, Cuatro remos cortos peso ligero femenino; Melita Abraham, Antonia Abraham, Isidora Niemayer y Soraya Jadue Tenis, dobles mixtos; Alexa Guarachi y Nicolás Jarry Voleibol de playa, equipo masculino; Marco Grimalt y Esteban Grimalt Atletismo, lanzamiento del martillo; Humberto Mansilla Balonmano, equipo masculino; Selección de balonmano de Chile Canotaje, C2 500 m; Karen Roco y María José Mailliard Canotaje, C1 200 m; María José Mailliard Ciclismo, BMX freestyle femenino; Macarena Pérez Esgrima, florete masculino; Gustavo Alarcón Esquí acuático, saltos masculino; Felipe Miranda Esquí acuático, overall masculino; Rodrigo Miranda Karate, −68 kg femenino; Susana Li Karate, 67 kg masculino; Camilo Velozo Natación, 1500 m femenino; Kristel Köbrich Patinaje, 10 km eliminación; Javiera San Martín Patinaje, 10 km eliminación; Hugo Ramírez Pentatlón moderno, individual masculino; Esteban Bustos Remo, par de remos cortos peso ligero femenino; Isidora Niemayer y Yoselyn Cárcamo Remo, ocho remos con timonel masculino; Selim Echeverría, Nelson Martínez, César Abaroa, Óscar Vásquez, Alfredo Abraham, Francisco Lapostol, Ignacio Abraham y Christopher Kalleg Tenis, individual masculino; Tomás Barrios Tiro, skeet; Francisca Crovetto Tiro con arco, equipo masculino; Ricardo Soto, Andrés Aguilar y Juan Painevil Atletismo, 5000 m masculino; Carlos Díaz Ciclismo, Omnium masculino; Felipe Peñaloza Ciclismo, Contrarreloj; José Luis Rodríguez Ciclismo, Cross country; Martín Vidaurre Ciclismo, Persecución por equipos, masculino; Antonio Cabrera, Pablo Seidedos, José Luis Rodríguez y Felipe Peñaloza Esquí acuático, Saltos femenino; Valentina González Fisicoculturismo, femenino; Macarena Figueroa Golf, individual masculino; Guillermo Pereira Judo, 48 kg femenino; Mary Dee Vargas Karate, 84 kg masculino; Rodrigo Rojas Lucha grecorromana, 130 kg; Yasmani Acosta Pelota vasca, Dobles trinquete; Manuel Domínguez y Esteban Romero Remo, par de remos cortos femenino; Soraya Jadue Remo, doble par peso ligero masculino; César Abaroa y Eber Sanhueza Squash, dobles femenino; Ana María Pinto y Giselle Delgado Taekwondo, 57 kg femenino; Fernanda Aguirre Taekwondo, 68 kg masculino; Ignacio Morales Vela, Lightning; Felipe Robles, Andrés Guevara y Paula Herman |
| Santiago 2023       | 12 | 31  | 36  | 79    | Atletismo, Lanzamiento de disco; Lucas Nervi Atletismo, Decatlón; Santiago Ford Atletismo, 400 m planos; Martina Weil Esquí acuático, Saltos; Emile Ritter Karate, -60 kg; Enrique Villalón Karate, -55 kg; Valentina Toro Karate, 84 kg; Rodrigo Rojas Macchiavello Patinaje, 200 m meta contra meta; Emanuelle Silva Remo, Doble par peso ligero; Antonia Liewald e Isidora Niemayer Remo, Cuatro remos sin timonel femenino; Antonia Abraham, Melita Abraham, Victoria Hostetter y Magdalena Nannig Remo, Cuatro remos sin timonel masculino; Ignacio Abraham, Alfredo Abraham, Nahuel Reyes y Marcelo Poo Tiro, Skeet; Francisca Crovetto Atletismo, Maratón; Hugo Catrileo Atletismo, Relevos 4 x 100 m; Anaís Hernández, Martina Weil, Isidora Jiménez y María Ignacia Montt Baloncesto, Torneo masculino 3x3; Kevin Rubio, Daniel Arcos, Carlos Lauler y Diego Silva Canotaje, C1 200 m; María José Mailliard Canotaje, C2 500 m; María José Mailliard y Paula Gómez Ciclismo, Campo traviesa; Martín Vidaurre Ciclismo, Campo traviesa; Catalina Vidaurre Ciclismo, BMX freestyle femenino; Macarena Pérez Ciclismo, BMX freestyle masculino; José Manuel Cedano Esgrima, Espada individual masculina; Pablo Núñez Esquí acuático, Saltos; Agustina Varas Fútbol, Torneo femenino; Selección chilena Fútbol, Torneo masculino; Selección de fútbol sub-23 de Chile Hockey sobre césped, Torneo masculino; Selección chilena Judo, −81 kg masculino; Jorge Pérez Judo, −100 kg masculino; Thomas Briceño Judo, +100 kg masculino; Francisco Solís Karate, -67 kg; Tomás Freire Natación, 1500 m libres; Kristel Köbrich Remo, Cuatro pares remos cortos; Francisco Lapostol, Brahim Alvayay, Oscar Vásquez y Andoni Habash Remo, Cuatro pares remos cortos; Melita Abraham, Antonia Abraham, Christina Hostetter, Victoria Hostetter Remo, Doble par peso ligero; César Abaroa y Eber Sanhueza Remo, Doble par remos cortos; Antonia Abraham y Melita Abraham Remo, Ocho remos mixto con timonel; Antonia Abraham, Melita Abraham, Alfredo Abraham, Ignacio Abraham, Óscar Vásquez, Francisco Lapostol, Magdalena Nannig y Victoria Hostetter Rugby 7, Torneo masculino; Selección de rugby 7 de Chile Surf, Longboard; Rafael Cortez Tobar Taekwondo, Equipo; Joaquín Churchill, Ignacio Morales y Aarón Contreras Tenis, Dobles masculino; Tomás Barrios y Alejandro Tabilo Tenis, Individual masculino; Tomás Barrios Vela, Bote-ILCA 7; Clemente Seguel Vela, Lightning; Felipe Robles, Paula Herman y Carmina Malsch Atletismo, 400 m planos; Martín Kouyoumdjian Baloncesto, Torneo femenino 3x3; Ziomara Morrison, Jovanka Ljubetic, Fernanda Ovalle y Javiera Novión Balonmano, Torneo masculino; Selección de balonmano de Chile Boxeo, 54 kg; Denisse Bravo Breaking, B-boys; Matías Martínez (Matita) Ciclismo, Contrarreloj; Aranza Villalón Ciclismo, Omnium femenino; Catalina Soto Ciclismo, Omnium masculino; Jacob Decar Esgrima, Espada individual femenina; Analía Fernández Esquí acuático, Figuras; Matías González Esquí acuático, Wakeboard; Ignacia Holscher Esquí acuático, Overall; Martín Labra Hockey sobre césped, Torneo femenino; Selección femenina de hockey sobre césped de Chile Karate, -67 kg; Camilo Velozo Lucha grecorromana, 53 kg; Antonia Valdés Lucha grecorromana, 87 kg; José Moreno Lucha grecorromana, 130 kg; Yasmani Acosta Patinaje, 1000 m sprint; Hugo Ramírez Patinaje, 10000 m eliminación; Hugo Ramírez Patinaje, 500 m + distancia; Emanuelle Silva Pelota vasca, Pelota de goma masculina; Renato Bolelli Pelota vasca, Pelota de goma femenina; Rosario Valderrama Pelota vasca, Trinquete dobles masculino; Julián Stabon y Esteban Romero Pelota vasca, Frontenis; Magdalena Muñoz y Natalia Bozzo Remo, Ocho con timonel; Oscar Vásquez, Marcelo Poo, Brahim Alvayay, Francisco Lapostol, Alfredo Abraham, Ignacio Abraham, Nahuel Reyes, Andoni Habash e Isidora Soto Remo, Ocho con timonel; Christina Hostetter, Victoria Hostetter, Antonia Liewald, Antonia Pichott, Magdalena Nannig, Antonia Abraham, Melita Abraham, Isidora Niemayer y Catalina Correa Squash, Dobles femenino; Ana María Pinto y Giselle Delgado Taekwondo, −67 kg; Claudia Gallardo Tenis de mesa, Dobles mixto; Paulina Vega y Nicolás Burgos Tenis de mesa, Dobles femenino; Paulina Vega y Daniela Ortega Tenis de mesa, Dobles masculino; Gustavo Gómez y Nicolás Burgos Tenis de mesa, Equipo femenino; Paulina Vega, Daniela Ortega y Zhiying Zeng Tiro con arco, Recurvo individual; Ricardo Soto Vela, Sunfish masculino; Diego González Vela, Sunfish femenino; María José Poncell Voleibol de playa, Equipo masculino; Marco Grimalt y Esteban Grimalt |
| Total               | 69 | 141 | 205 | 415   | |

## Abanderados
| Juegos Panamericanos         | Abanderado(a)                     | Disciplina               |
| ---------------------------- | --------------------------------- | ------------------------ |
| Buenos Aires 1951            |                                   |                          |
| México D.F. 1955             |                                   |                          |
| Chicago 1959                 |                                   |                          |
| Sao Paulo 1963               |                                   |                          |
| Winnipeg 1967                |                                   |                          |
| Cali 1971                    |                                   |                          |
| México D.F. 1975             |                                   |                          |
| San Juan 1979                |                                   |                          |
| Caracas 1983                 |                                   |                          |
| Indianápolis 1987            | Emilio Ulloa                      | Atletismo                |
| La Habana 1991               |                                   |                          |
| Mar del Plata 1995           | Marlene Ahrens                    | Equitación               |
| Winnipeg 1999                | Alberto González                  | Vela                     |
| Santo Domingo 2003           | Marco Antonio Verni               | Atletismo                |
| Río de Janeiro 2007          | Marco Arriagada                   | Ciclismo                 |
| Guadalajara 2011             | David Dubó                        | Karate                   |
| Toronto 2015 (Inauguración)  | Isidora Jiménez                   | Atletismo                |
| Toronto 2015 (Clausura)      | Érika Olivera                     | Atletismo                |
| Lima 2019 (Inauguración)     | Felipe Miranda                    | Esquí acuático           |
| Lima 2019 (Clausura)         | Soraya Jadue                      | Remo                     |
| Santiago 2023 (Inauguración) | Esteban Grimalt y Kristel Köbrich | Voleibol y Natación      |
| Santiago 2023 (Clausura)     | Martín Vidaurre y Paulina Vega    | Ciclismo y Tenis de mesa |